# Panacela pristina
Panacela pristina är en fjärilsart som beskrevs av Walker 1865. Panacela pristina ingår i släktet Panacela och familjen Eupterotidae. Inga underarter finns listade i Catalogue of Life.